# Louis von Spies
Louis Hermann von Spies (* 9. Mai 1813 in Scharnigk, Heilsbergischer Kreis, Ostpreußen; † 19. Juli 1889 auf dem Gut Pittehnen bei Liebstadt, Ostpreußen) war ein preußischer Landrat im Kreis Mohrungen (1859–1889) in der Provinz Ostpreußen.

## Leben
Er war verheiratet mit Ludowiḱa von Strachowśḱa (* 1811; † 1853) und hatte mit ihr zwei Kinder. Die Söhne Waldemar und Fritz erhielten 1890 die preußische Adelsanerkennung. Fritz von Spies wurde kgl. preuß. Leutnant a. D. Waldemar von Spies, Gutserbe, gründete 1864 mit Helene von Holtzendorff eine Familie, sie bekamen acht Kinder.
Ottilie, die Schwester des Louis von Spies, hatte ebenso 1890 die Nobilitierung erhalten. Ihre Eltern waren Eleonore von Felden (* 1792; † 1873) und der Gutsherr auf Scharnigk, Krs. Heilsberg, Ludwig von Spieß (* 1774; † 1846), kgl. preuß. Oberstleutnant, führte das Adelsprädikat seit 1788; ein Attest lag 1811 vor. Deren älterer Sohn Elimar von Spieß (* 1812; † 1857) besaß im Kreis Rosenau das Gut Rosenau bei Liebstadt, des Weiteren noch Schodehnen und Henriettenhof.
Louis von Spies war Ehrenritter des Johanniterordens. Die Ernennung zum Landrat erfolgte 1859. Das Amt übte er häufig von seinem Rittergut aus, die Amtspost kam jeweils nachmittags.